# Indolestes inflatus
Indolestes inflatus är en trollsländeart som först beskrevs av Fraser 1933.  Indolestes inflatus ingår i släktet Indolestes och familjen glansflicksländor. IUCN kategoriserar arten globalt som otillräckligt studerad. Inga underarter finns listade i Catalogue of Life.